# Nuno Silva
Nuno Miguel Costa Silva (Carnaxide,  27 de Outubro de 1975) é um ex-futebolista português, que jogava na posição de defesa central.
Futebolista profissional em equipas como o Santa Clara, O Elvas, Penafiel e o Leixões.
Foi no Leixões onde passou maior parte da sua carreira e onde esteve nos momentos mais brilhantes da história recente do clube, como a final da Taça de Portugal e a disputa da Taça UEFA com uma equipa do 3º escalão.
Jogador que fica na história do Leixões como o jogador com mais jogos oficiais disputados na história desse clube (437), ultrapassando nomes da famosa equipa conhecida como os bébes.
Encerra carreira em 2014 e fica ligado ao clube assumindo as funções de diretor desportivo.